# Gonçalo Mendes
Gonçalo Mendes of Gonzalo Menéndez of Gundisaluus Menendiz (ca.950 -997) was graaf van Portucale (Portugal). Op het einde van zijn leven eigende hij zichzelf de titel magnus dux portucalensium (groothertog van Portugal) toe.

## Levensloop
Gonçalo Mendes was de zoon van Hermenegildo Gonçalves en Mumadona Dias. Toen zijn vader stierf in 950 was hij nog een kind en nam zijn moeder het regentschap over. In 966 werd hij meerderjarig en keerde zich tegen zijn leenheer, Sancho I van León, die hij vergiftigde. Daarna steunde hij Bermudo II tegen Ramiro III, de zoon van Sancho I. In 994 verwierf hij de regio Braga.
Gonçalo Mendes verloor het leven in 997 tijdens de campagne van Almanzor en zijn plundering van Santiago de Compostella. Hij werd opgevolgd door zijn zoon Mendo Gonçalves.